# 오시바 가쓰토모
오시바 가쓰토모(일본어: 大柴 克友, 1973년 5월 10일 ~ )는 일본의 전 축구 선수이다.

## 구단 경력
과거 방포레 고후, 제프 유나이티드 이치하라, 베갈타 센다이에서 활동하였다.